# Kraner
Kraner je priimek več znanih Slovencev:
- Branka Kraner, prvka zabavne glasbe
- Jože Kraner, politik